# Castel Aichach
Castel Aichach (in lingua tedesca Schloß Aichach) è un castello che si trova ai piedi di Siusi, nel comune di Castelrotto, in provincia di Bolzano. Da Siusi è raggiungibile per mezzo di un sentiero (n. 7).

## Storia
Il castello risalente al XII secolo appartenne ai signori Aichach, vassali dei principi vescovi di Bressanone. Coinvolti nelle lotte con i signori di Castelrotto ben presto si estinsero. Il castello quindi cambiò proprietario e passò ai signori di Castelrotto, che ne rimasero proprietari sino al 1741.
La struttura si trova nella frazione S. Osvaldo (St. Oswald) poco sotto al paese di Siusi. Del castello, che sorgeva su una roccia nera porfirica, rimane solo un brandello di mura con merli a coda di rondine accanto al torrione d'accesso.
Accanto ai ruderi si trova il maso Pflegerhof (che si può tradurre come maso del custode),

## Literatur
- Helmut Stampfer, Aichach, in Oswald Trapp (a cura di), Tiroler Burgenbuch. IV. Band: Eisacktal. Verlagsanstalt Athesia, Bolzano 1977, pp. 331–335.